# 新庄里 (龍井區)
新庄里，為臺中市龍井區的一個里，位於該區東側。

## 設施

### 學校
- 龍峰國小
- 四箴國中